# شقراء ذرية
الشقراء الذرية (بالإنجليزية: Atomic Blonde)‏ فيلم أكشن تجسس إثارة أمريكي من إخراج ديفيد ليتش. وبطولة تشارليز ثيرون وجيمس مكافوي.

## القصة
في مدينة برلين خلال فترة الحرب الباردة الدائرة بين الولايات المتحدة الأمريكية والاتحاد السوفيتي، تتوجه الجاسوسة لورين برايتون إلى هناك في مهمة خاصة تستهدف القضاء على شبكة تجسس عاتية قامت بقتل أحد العملاء السريين المتخفين لأسباب غير معروفة، واستعادة قائمة مفقودة بالعملاء المزدوجين.

## روابط خارجية
- شقراء ذرية على موقع IMDb (الإنجليزية)
- شقراء ذرية على موقع ميتاكريتيك (الإنجليزية)
- شقراء ذرية على موقع روتن توميتوز (الإنجليزية)
- شقراء ذرية على موقع قاعدة بيانات الأفلام العربية
- شقراء ذرية على موقع ألو سيني (الفرنسية)
- شقراء ذرية على موقع Turner Classic Movies (الإنجليزية)
- شقراء ذرية على موقع أول موفي (الإنجليزية)
- شقراء ذرية على موقع بوكس أوفيس موجو (الإنجليزية)
- شقراء ذرية على موقع فيلمافينيتي (الإسبانية)
- شقراء ذرية على موقع قاعدة بيانات الأفلام السويدية (السويدية)